# Hans Fruhstorfer
Hans Fruhstorfer, född 7 mars 1866 i Passau, död 9 april 1922 i München, var en tysk upptäcktsresande och entomolog specialiserad på fjärilar.

## Biografi
Fruhstorfer samlade och beskrev nya arter av exotiska fjärilar och är mest känd för sitt arbete med Javas fjärilar. Hans karriär började 1888 då han tillbringade två år i Brasilien, expeditionen blev en ekonomisk framgång och ledde till att han blev professionell samlare. Han tillbringade sedan en tid i Sri Lanka, för att resa till Java under tre år samt besöka Sumatra. Mellan 1895 och 1896 samlade han på Sulawesi, Lombok och Bali. 1899 påbörjades en tre år lång resa till USA, Oceanien, Japan, Kina, Tonkin, Annam, Thailand och Indien.
Efter sina resor bosatte han sig i Genève och skrev monografer baserade på prover i sin omfattande privata samling samt studerade palearktiska fjärilar, hopprätvingar och botanik.
Fruhstorfers samlingar förvaras på Museum für Naturkunde i Berlin, Natural History Museum i London och Muséum national d'histoire naturelle i Paris samt på en rad andra museer.